# Ousmane Ahmeye Zeidine
Ousmane Ahmeye Zeidine (Arlit, 9 giugno 1994) è un ex calciatore nigerino, di ruolo attaccante.

## Carriera

### Club
Dopo aver iniziato la carriera in patria in prima divisione ha giocato nella quinta divisione francese; in seguito ha giocato nella prima divisione nigeriana ed in quella del Kirghizistan. In carriera ha anche giocato 2 partite nella Coppa della Confederazione CAF e 2 partite nei turni preliminari di AFC Champions League.

### Nazionale
Nel 2013 ha esordito in nazionale.

## Statistiche

### Cronologia presenze e reti in nazionale
| Cronologia completa delle presenze e delle reti in nazionale ― Niger | Cronologia completa delle presenze e delle reti in nazionale ― Niger | Cronologia completa delle presenze e delle reti in nazionale ― Niger | Cronologia completa delle presenze e delle reti in nazionale ― Niger | Cronologia completa delle presenze e delle reti in nazionale ― Niger | Cronologia completa delle presenze e delle reti in nazionale ― Niger | Cronologia completa delle presenze e delle reti in nazionale ― Niger | Cronologia completa delle presenze e delle reti in nazionale ― Niger |
| Data                                                                 | Città                                                                | In casa                                                              | Risultato                                                            | Ospiti                                                               | Competizione                                                         | Reti                                                                 | Note                                                                 |
| -------------------------------------------------------------------- | -------------------------------------------------------------------- | -------------------------------------------------------------------- | -------------------------------------------------------------------- | -------------------------------------------------------------------- | -------------------------------------------------------------------- | -------------------------------------------------------------------- | -------------------------------------------------------------------- |
| 23-3-2013                                                            | Ouagadougou                                                          | Burkina Faso                                                         | 4 – 0                                                                | Niger                                                                | Qual. Mondiali 2014                                                  | -                                                                    | 85’                                                                  |
| Totale                                                               |                                                                      | Presenze                                                             | 1                                                                    |                                                                      | Reti                                                                 | 0                                                                    |                                                                      |